# Gonzalo Rubalcaba

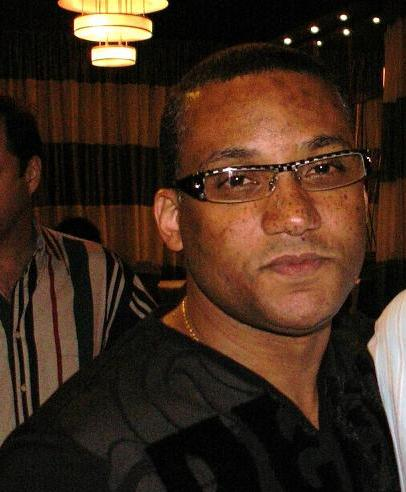
Gonzalo Rubalcaba

Gonzalo Rubalcaba (Havana (Cuba), 27 mei 1963) is een jazzpianist. Een pianist en componist die Cubaanse en Amerikaanse invloeden samenvoegt.

## Discografie
- Mi Gran Pasion (1987)
- Live in Havana (1989)
- Giraldilla (1990)
- Discovery: Live at Montreaux (1990)
- The Blessing (1991)
- Images: Live at Mt. Fuji (1991)
- Suite 4 y 20 (1992)
- Rapsodia (1992)
- Imagine (1993)
- Diz (1993)
- Concatenacion (1995)
- Flying Colors (1997) met Joe Lovano
- Antiguo (1998)
- Inner Voyage (1999)
- Supernova (2001)
- Inicio (2001)
- Nocturne (2001) met Charlie Haden
- Paseo (2004)
- Land Of The Sun (2004) met Charlie Haden
- Solo (2006)
- Avatar (2008)
- Fé (2010)

## Ook verschenen op
- Habana Vive (Tony Martinez)
- Mafarefun (Tony Martinez)
- Rendezvous in New York (Chick Corea)
- Think Tank (Pat Martino)
- Codes (Ignacio Berroa)

- Bibliothèque nationale de France: cb13940652v (data)
- Gemeinsame Normdatei: 135445183
- International Standard Name Identifier: 0000 0001 1453 5223
- Library of Congress Control Number: n91099134
- MusicBrainz: 70053535-a3ae-4aad-a6cd-68c55085b843
- Nationale Bibliotheek van Tsjechië: xx0102514
- Nationale Bibliotheek van Israël: 987007413394105171
- Nederlandse Thesaurus van Auteursnamen: 102428425
- Système universitaire de documentation: 188956565
- Virtual International Authority File: 100864147
- WorldCat: E39PBJrCgbghkM3wcWcYkpjBfq